# Heinz-Jürgen Bothe
Heinz-Jürgen Bothe (* 5. November 1941 in Berlin) ist ein ehemaliger Ruderer aus der DDR. 1968 wurde Bothe Olympiasieger in der Bootsklasse Zweier ohne Steuermann.
Bothe begann mit dem Rudersport während seiner Berufsausbildung zum Bootsbauer. 1961 wurde er mit dem Vierer ohne Steuermann erstmals DDR-Meister. Er wechselte später vom TSC Oberschöneweide zum TSC Berlin.
1966 wurde Bothe WM-Dritter im Achter, ebenfalls im Boot saß Jörg Lucke. Ein Jahr später wurde der Achter bei der Europameisterschaft Vierter. Mit Lucke zusammen qualifizierte sich Bothe im Zweier ohne Steuermann für die Olympischen Spiele 1968 in Mexiko. Auf der olympischen Regattastrecke in Xochimilco siegte der Zweier mit 0,15 Sekunden Vorsprung auf das Boot aus den Vereinigten Staaten. Nach der Europameisterschaft 1969, als beide im Vierer mit Steuermann Silber hinter dem westdeutschen Bodenseevierer erhielten, beendete Bothe seine Karriere.
Der gelernte Bootsbauer arbeitete am Institut für Forschung und Entwicklung von Sportgeräten in Berlin. Bothe war an der Entwicklung und Konstruktion der blauen Ruderboote beteiligt, mit denen der DDR-Ruderverband in den 1970er und 1980er Jahren seine Vormachtstellung im internationalen Rudersport erreichte.

## Auszeichnungen (Auswahl)
- 1968: Vaterländischer Verdienstorden in Silber